# Christoph Willibald Gluck
Christoph Willibald Ritter von Gluck (ur. 2 lipca 1714 w Erasbach koło Berching, zm. 15 listopada 1787 w Wiedniu) – niemiecki kompozytor okresu klasycyzmu.

## Życiorys
Był synem leśniczego. Ojciec nie życzył sobie, aby syn kształcił się w kierunku muzycznym, dlatego ten, mając 13 lat, uciekł z domu do Pragi, gdzie pracował jako wędrowny muzykant. Nauczył się grać na organach, verrilionie oraz na wiolonczeli. Później przez dwa lata był na służbie u Lobkowitzów w Wiedniu. W 1736, dzięki pomocy księcia Francesco Saverio Melziego, wyjechał do Mediolanu, gdzie był uczniem Sammartiniego. Tam też zaczął komponować opery (w Mediolanie stworzył m.in. Artakserksesa i Ippolita). W latach 1748–1751 podróżował po Europie wraz z trupą operową, w Londynie poznał Haendla. Dzięki ożenkowi z córką bogatego kupca wiedeńskiego (1752) mógł osiąść na stałe w Wiedniu, gdzie udało mu się uzyskać stanowisko kapelmistrza Opery Dworskiej. Od 1772 roku, dzięki swej byłej uczennicy, królowej Marii Antoninie, komponował dla paryskiej Académie Royale de Musique, wprowadzając reformę w operze francuskiej. W Paryżu, po premierze Ifigenii w Aulidzie wybuchł słynny spór gluckistów z piccinistami (zwolennikami opery włoskiej Picciniego).
Jego twórczość można podzielić na pięć okresów: włoska opera seria, francuska opera komiczna, reforma baletu, reforma opery włoskiej, reforma opery francuskiej.
Gluck był jednym z reformatorów opery klasycznej. Przełomowym dziełem była opera Alceste, nawiązująca do opery francuskiej, zwłaszcza do zdobyczy dramatu muzycznego (tragédie lyrique). W przedmowie do tego przełomowego dzieła kompozytor wygłosił swoje poglądy dotyczące opery. Uważał, że najważniejszy jest dramat – tym postulatem wraca do źródła Cameraty Florenckiej, gdzie celem było "dramma per musica". Zrezygnował z wielkiej arii da capo. Uwzględnił uwerturę jako przygotowanie do treści opery, a także dążył do maksymalnej prostoty.
Gluck pozostawił ponad 100 dzieł scenicznych – poza operami tworzył także balety, pantomimy, pasticcia, kantaty dramatyczne i pieśni.
Odznaczony przez papieża Orderem Złotej Ostrogi. Pochowany na Cmentarzu Centralnym w Wiedniu.

## Najbardziej znane dzieła
- Artaserse (Artakserkses, 1741)
- Ippolito (1745)
- Le cinesi (Chinki, 1754)
- Le cadi dupé (Oszukany Kadi, 1761)
- Orfeo ed Euridice (Orfeusz i Eurydyka, 1762)
- La rencontre imprévue (Nieprzewidziane spotkanie, 1764)
- Alceste (Alcesta, 1767)
- Paride ed Elena (1770)
- Iphigénie en Aulide (1774)
- Armide (Armida, 1777)
- Iphigénie en Tauride (Ifigenia na Taurydzie, 1779)
- Echo et Narcisse (1779)